# اوزان دولونای
اوزان دولونای (به ترکی استانبولی: Ozan Doluny؛ زاده ۲ مه ۱۹۹۰) یک هنرپیشه اهل ترکیه است. او به خاطر بازی در مجموعه‌های  تلویزیونی جامعه اشراف و استانبول ظالم شناخته می‌شود. وی تحصیلکرده رشتهٔ مهندسی مکانیک دانشگاه کوچ و دوره دیده آتلیه بازیگری craft بوده است.

## زندگی و حرفه
دولونای در سال ۱۹۹۰ در آنکارا زاده شد.
مهمت اوزان سال ۲۰۱۵ در ۲۵ سالگی با سریال  دروغ‌گویان زیبا و کوچک توانست هنرنمایی کند و نامش را بر سر زبان‌ها بیندازد. سال ۲۰۱۶ با نقش آفرینی در سریال های  جرزن و جامعه اشراف توانست استعداد خود را در بازیگری به همه اثبات کند. وی همچنین در سال ۲۰۱۹ با بازی در سریال استانبول ظالم خوش درخشید و محبوبیت فراوانی کسب کرد. 

## فیلم‌شناسی

### تلویزیون
- دروغگوهای کوچک شیرین (۲۰۱۵)
- جرزن (۲۰۱۶)
- جامعه اشراف (۲۰۱۶)
- گشت مدرسه (۲۰۱۷)
- قسمت ماهم بشه (۲۰۱۸)
- استانبول ظالم (۲۰۱۹)
- در روز خوب در روز بد (۲۰۲۰)
- با مدیر برنامه‌ام تماس بگیر (۲۰۲۰)
- خط فاصله بین ما (۲۰۲۱)
- مروه کولت (۲۰۲۲)
- رویاهام، پدرم و تو (۲۰۲۲)

### تئاتر
- کشتارشناسی (۲۰۱۹–۲۰۱۸)
- رویای یک شب تابستانی (۲۰۲۱)

## جوایز و نامزدها
| سال  | جایزه                           | دسته‌بندی | کار | نتیجه |
| ---- | ------------------------------- | -------- | --- | ----- |
|      |                                 |          |     |       |
| ۲۰۱۸ | نامزد جایزه بازیگر آینده‌دار سال |          |     |       |